# Terapia de reposição hormonal bioidêntica
A Terapia de Reposição Hormonal Bioidêntica refere-se ao uso de hormônios que são idênticos aos naturais, entretanto produzidos em laboratório, ao nível molecular, aos hormônios endógenos utilizados em terapia de substituição hormonal. 
Termo que vem sendo usado como uma “costumização” da reposição hormonal, mas que não tem respaldo científico.
Hormônios Bioidênticos versus naturais versus não-bioidênticos.
Hormônios podem ser divididos em
Naturais, produzidos pelos seres vivos e deles podem ser extraídos;
Sintéticos não-bioidênticos, onde a molécula tem semelhanças com a natural, entretanto não exatamente igual;
Sintéticos bioidênticos, onde a molécula é exatamente igual à encontrada na natureza.
Em termos de efeitos no corpo humanos todos os hormônios podem ter efeitos adequados ou adversos, dependendo de sua concentração ou de sua forma molecular. Os hormônios naturais ou os bioidênticos podem ter efeitos fisiológicos adversos dependendo apenas da sua concentração, enquanto os hormônios sintéticos não-bioidênticos, além das mesmas ações possíveis dos anteriores, ainda podem, por sua estrutura molecular diferente, ter efeitos adversos desconhecidos.
O termo "Modulação Hormonal Bioidêntica Aplicada" é utilizado de forma incorreta, levando pacientes ao erro e ao risco de uma terapia não aprovada pela ciência. Muitas vezes associada ao marketing médico de rejuvenescimento condenado pelo Conselho Federal de Medicina.
Qualquer paciente que seja compelido a comprar medicações manipulavas em farmácia com a expectativa de “modular hormônios” ou parar o envelhecimento pode e deve denunciar essa conduta nos respectivos Conselhos de Medicina.